# 阿仁前田温泉駅
阿仁前田温泉駅（あにまえだおんせんえき）は、秋田県北秋田市小又字堂ノ下にある、秋田内陸縦貫鉄道秋田内陸線の駅である。簡易委託駅。

## 歴史
- 1935年（昭和10年）11月15日：鉄道省阿仁合線の阿仁前田駅として北秋田郡前田村に開業[1]。阿仁合線の終着駅となる[1]。
- 1936年（昭和11年）9月25日：阿仁合線が阿仁合駅まで延伸開業する[2]。
- 1980年（昭和55年）9月20日：（専用線発着車扱貨物を除く[3]）貨物取り扱い廃止[4]。
- 1982年（昭和57年）11月15日：専用線発着車扱貨物を廃止[3]。
- 1984年（昭和59年）2月1日：荷物扱い廃止[3]。
- 1986年（昭和61年）11月1日：秋田内陸縦貫鉄道に転換[3]。
- 1995年（平成7年）12月1日：温泉付駅舎「クウィンス森吉」オープン[5]。
- 2017年（平成29年）
  - 2月17日：小渕：阿仁合間で発生した土砂災害の影響により、当駅 - 阿仁合間が不通[6]。同区間において代行バスを運行[6]。
  - 4月29日：当駅 - 阿仁合間が復旧。全線の運行を再開[6]。
  - 12月25日：宿泊施設が開業。
- 2021年（令和3年）3月13日：駅名を阿仁前田温泉駅に改称[7][8]。

## 駅構造
相対式ホーム2面2線を有する地上駅。国鉄時代に一度交換設備が撤去されたが、CTC化に合わせて復活させた。

### のりば
| のりば | 路線        | 方向 | 行先     |
| ------ | ----------- | ---- | -------- |
| 駅舎側 | ■秋田内陸線 | 上り | 鷹巣方面 |
| 反対側 | ■秋田内陸線 | 下り | 角館方面 |

※案内上ののりば番号は設定されていない。

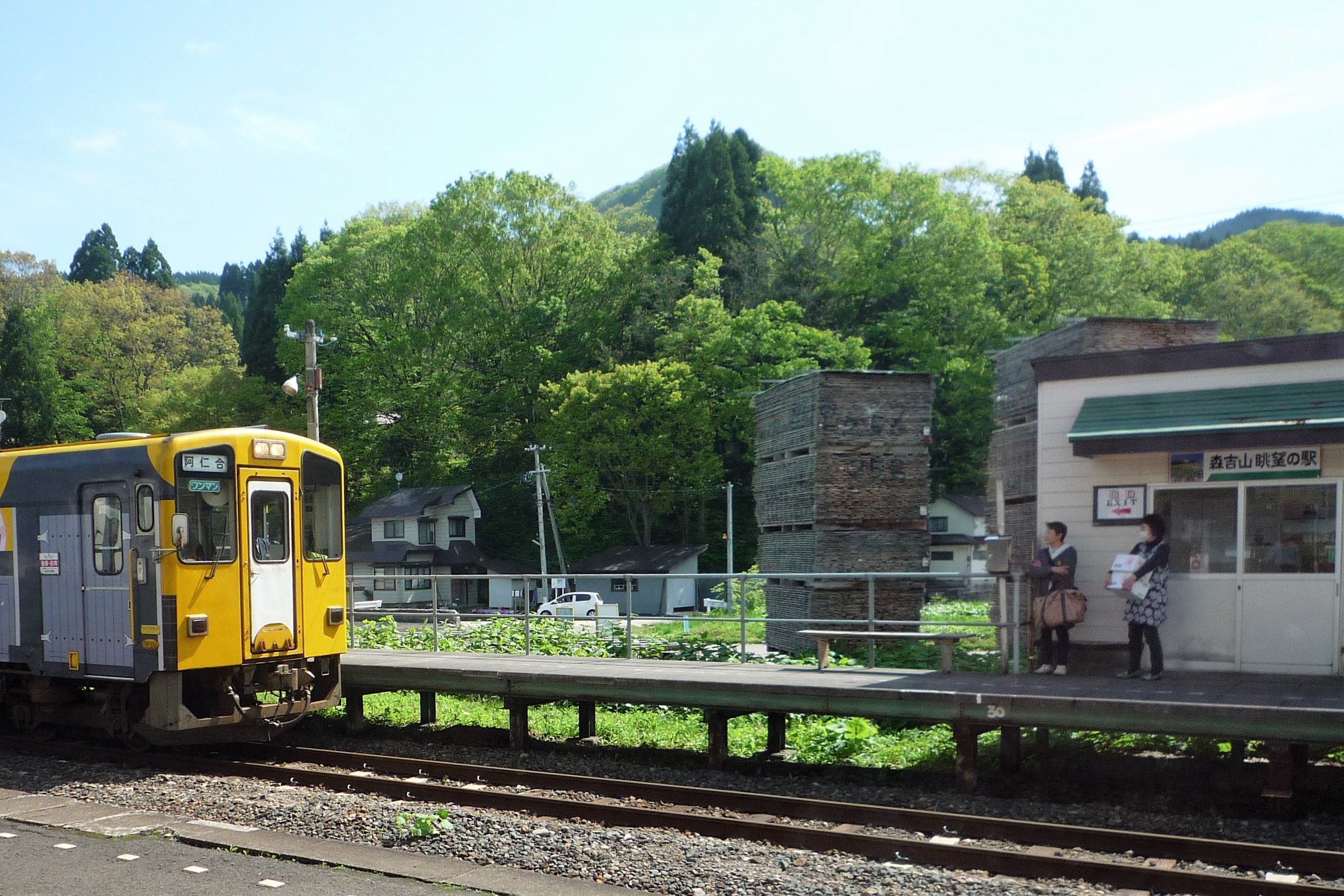
プラットホーム
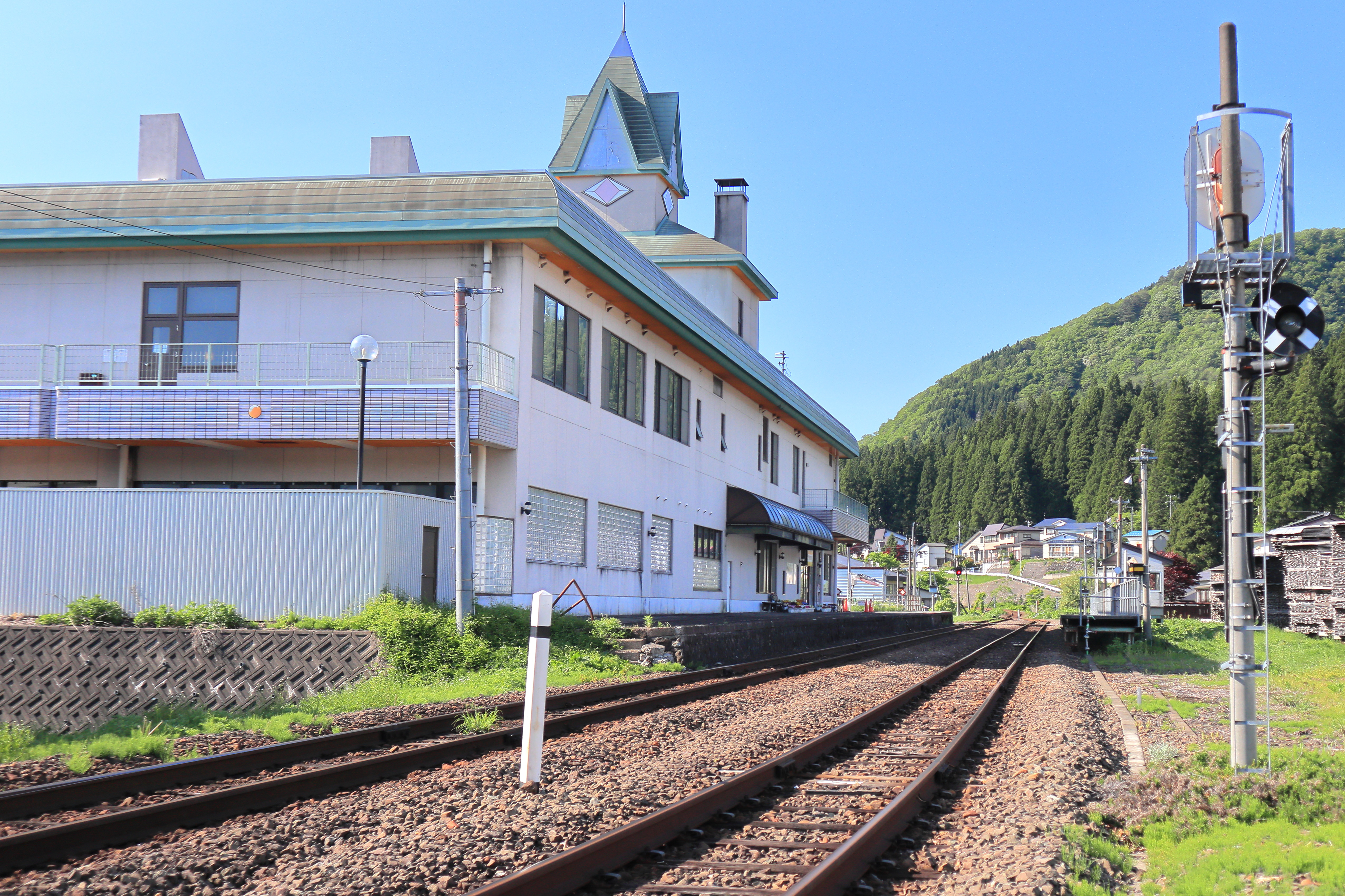
ホームと駅舎
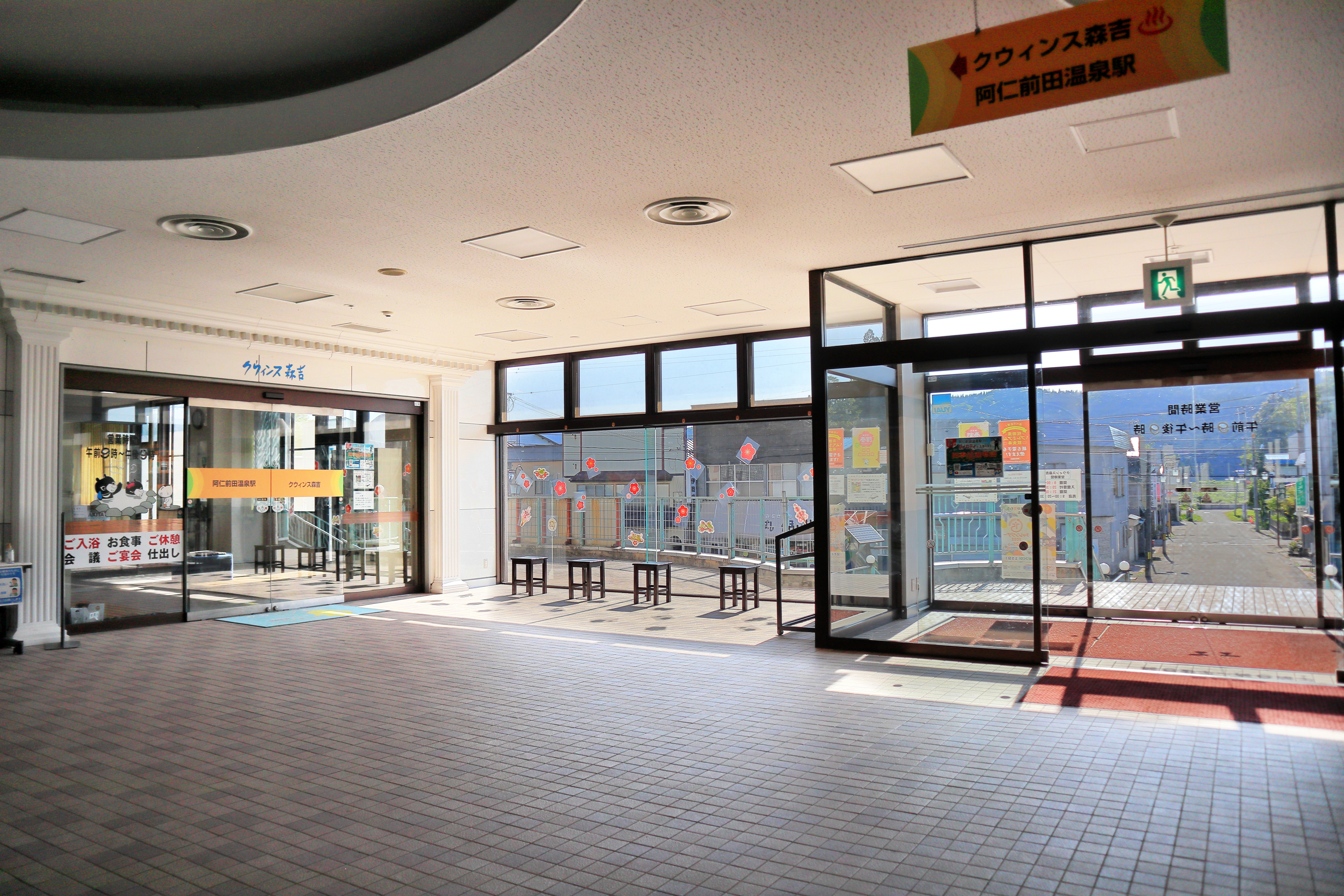
駅舎と温泉施設の出入口

### クウィンス森吉
駅舎に温泉保養施設「クウィンス森吉」が併設されている。秋田県内初の温泉付駅舎となり、「温泉付きメルヘン調の3階建の駅舎」として、2002年（平成14年）、東北の駅百選に選定された。クウィンス(quince)は、旧森吉町の特産品マルメロの英語名から名付けられた。
2017年（平成29年）12月25日に5部屋36人の宿泊可能な施設が開業し、併せて洗面所やトイレも改修した。
指定管理者は、2016年10月1日から2021年3月31日まで、ぶなの郷あきた株式会社。
- 団体割引：15名以上
- 食堂（3時間まで無料）
  - 平日：11時 - 14時、17時半 - 21時（ラストオーダーは20時）
  - 土日祝日：11時 - 21時（ラストオーダーは20時）
- 宿泊施設
  - 10畳3室、14畳と28畳各１室
- 駐車場 50台
- 効能：神経痛、慢性婦人病、切り傷、やけど、筋肉痛、五十肩等
- 休館日：原則 毎月第1、第3火曜日（第2、第4火曜日の月もあり）
- シャンプー・ボディーソープ （有料）
- 館内設備
  - 大広間、マッサージ機コーナー、麻雀ルーム、カラオケルーム、露天風呂、コインロッカー、売店

## 利用状況
| 1日乗降人員推移 | 1日乗降人員推移 |
| 年度            | 1日平均人数     |
| --------------- | --------------- |
| 2016年          | 118             |
| 2017年          | 92              |
| 2018年          | 74              |

## 駅周辺
- 四季美館
- 小又風穴
- 国道105号
- 前田郵便局
- 北秋田市立前田小学校（廃校）
- 秋田県道309号比内森吉線
- 北秋田市森吉総合窓口センター前田出張所

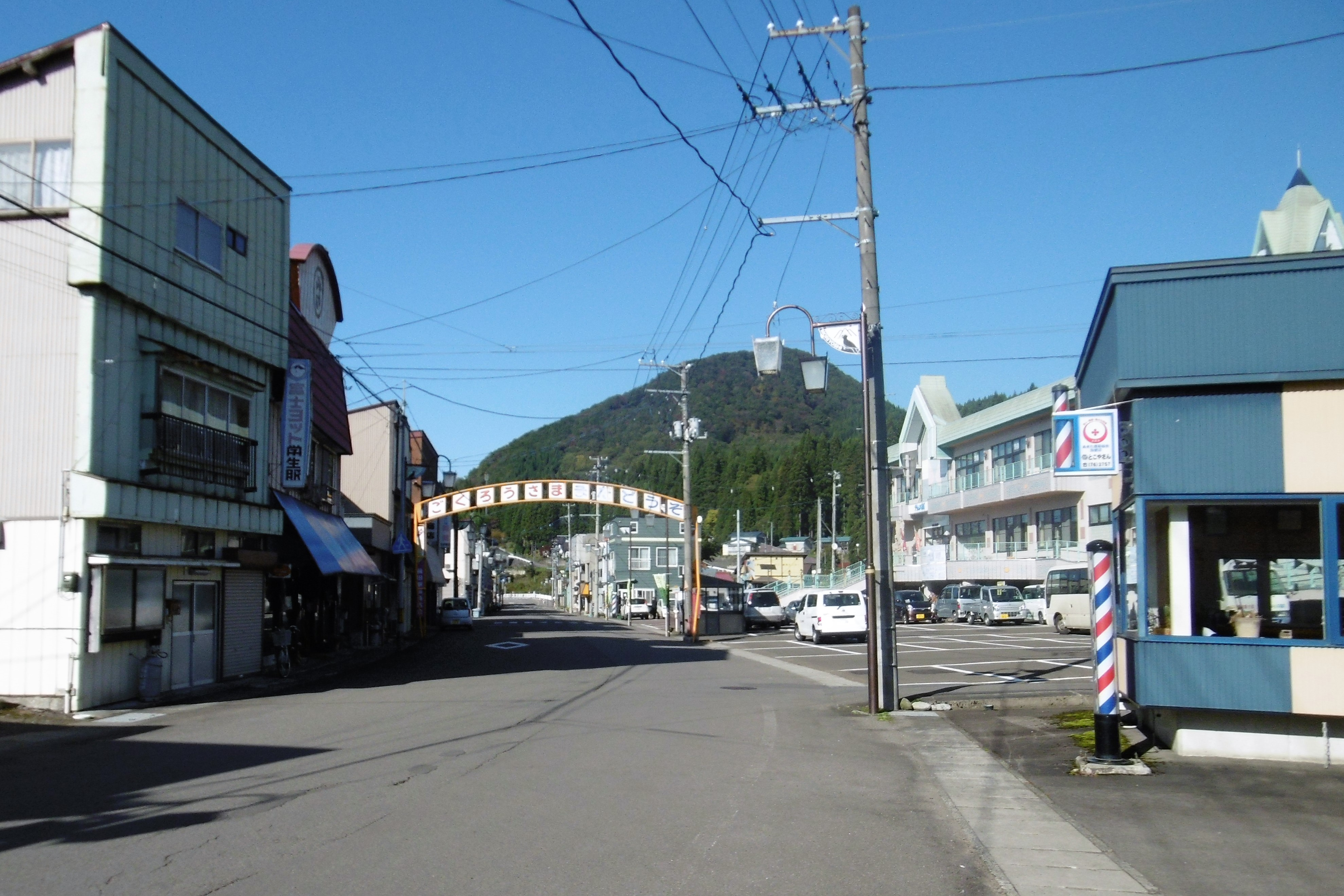
駅前

- 景勝地「太平湖・小又峡」、秘湯「杣温泉」への入口駅である。タクシー利用。

## バス・乗合タクシー
路線バス
駅前バス停より秋北バスの路線バスが発着している。
- 北秋田市民病院前 - 打当線
- 米内沢 - 根森田線

乗合タクシー
駅前より、太平湖方面へ予約制の乗合タクシーが運行している。（米内沢タクシー）
- 森吉山ダム広報館 
  - こめつが山荘
  - 森吉山温泉 小さな森の湯 （通年運行）
    - 森吉山ヒバクラ登山口～鳥獣センター（桃洞渓谷）
    - 太平湖(小又峡）

※ 6月1日から10月末まで運行。6月の運行は残雪等の状況により遅れることがる。
※ 往路は20分前、復路は2時間前までの予約が必要。

## 隣の駅
秋田内陸縦貫鉄道
■秋田内陸線
- 急行「もりよし」停車駅

□快速（上りのみ）・■普通
桂瀬駅 - 阿仁前田温泉駅 - 前田南駅